# Marilda Sotomayor
Pour les articles homonymes, voir Sotomayor.
Marilda A. Oliveira Sotomayor (née le 13 mars 1944) est une mathématicienne et économiste brésilienne connue pour ses recherches sur la théorie des enchères et les mariages stables.

## Formation
Sotomayor grandit à Rio de Janeiro, au Brésil. Elle commence ses études à l'Université fédérale de Rio de Janeiro où elle obtient son diplôme en mathématiques en 1967. Sotomayor poursuit ses études à l'Institut national de mathématiques pures et appliquées où elle obtient sa maîtrise en mathématiques en 1972. Elle obtient son doctorat en mathématiques de l'Université pontificale catholique de Rio de Janeiro en 1981.

## Travaux
Marilda Sotomayor est spécialisée dans la théorie des jeux, l'appariement des marchés et la conception des marchés (en). Elle est la seule experte à la fois en théorie des jeux et en marchés d'appariement au Brésil.

## Prix et distinctions
En 1990 elle est lauréate, conjointement avec Alvin E. Roth, du Prix Frederick W. Lanchester décerné par l'Institute for Operations Research and the Management Sciences (INFORMS). En 2016 elle reçoit le prix TWAS (en) en sciences sociales, pour sa contribution et ses recherches considérées comme novatrices, dans le domaine des matching markets. En 2013 lui est remis la Médaille d'honneur du mérite de l'Ordre des économistes du Brésil, car la théorie des jeux a une grande application dans les théories et pratiques économiques.
Elle est membre de l'Académie brésilienne des sciences , de la Société d'économétrie et de la Société brésilienne de mathématiques. Elle est élue membre de la Société d'économétrie en 2003 et membre honoraire international de l'Académie américaine des arts et des sciences en 2020.

## Publications
- A.E. Roth et M.A.O. Sotomayor, Two-Sided Matching: A Study in Game-Theoretic Modeling and Analysis, Cambridge University Press, coll. « Econometric Society Monographs », 1992 (ISBN 978-0-521-43788-2)[7]

## Vie privée
Sotomayor a épousé Jorge Sotomayor Tello (en) et a deux enfants, un fils et une fille.